# أليكس أولسون
أليكس أولسون (بالإنجليزية: Alix Olson) (1975، بيت لحم في الولايات المتحدة)؛ كاتِبة وشاعرة أمريكية. درست في جامعة ويسليان.

## روابط خارجية
- أليكس أولسون على موقع ميوزك برينز (الإنجليزية)